# Linum amurense
Linum amurense är en linväxtart som beskrevs av Friedrich Christoph Wilhelm Alefeld. Linum amurense ingår i släktet linsläktet, och familjen linväxter. Inga underarter finns listade i Catalogue of Life.